# 阿尔文·琼斯
阿尔文·琼斯（英語：Alwyn Jones，1985年2月28日—），澳大利亚男子田径运动员，主攻三级跳远。他曾代表澳大利亚参加2006年英联邦运动会田径比赛，获得男子三级跳远铜牌。